# Куп Русије у фудбалу
Куп Русије у фудбалу (рус. Кубок России) је фудбалско куп такмичење које се организује од стране Фудбалског савеза Русије од 1992. године. Прво коло такмичења у коме учествују клубови из трећег ранга руског фудбала се игра у априлу, док се финале игра идуће године у мају, због тога такмичење уме да потраје више од годину дана.

## Освајачи купа
| Клуб              | Број титула | Сезоне                                               |
| ----------------- | ----------- | ---------------------------------------------------- |
| Локомотива Москва | 9           | 1996, 1997, 2000, 2001, 2007, 2015, 2017, 2019, 2021 |
| ЦСКА Москва       | 9           | 2002, 2005, 2006, 2008, 2009, 2011, 2013, 2023, 2025 |
| Зенит             | 5           | 1999, 2010, 2016, 2020, 2024                         |
| Спартак Москва    | 4           | 1994, 1998, 2003, 2022                               |
| Динамо Москва     | 1           | 1995                                                 |
| Рубин             | 1           | 2012                                                 |
| Торпедо Москва    | 1           | 1993                                                 |
| Терек Грозни      | 1           | 2004                                                 |
| Ростов            | 1           | 2014                                                 |
| Тосно             | 1           | 2018                                                 |